# Яєчний рулет
Яєчний рулет, яєчний ролл (англ. egg roll) — це різновид смаженої у фритюрі закуски, яку подають в американських китайських ресторанах. Це циліндричний пікантний рулет із нашаткованою капустою, нарізаним м'ясом або іншими начинками всередині товстої обгортки з пшеничного борошна, яка смажиться в гарячій олії. Страву подають теплою, і зазвичай їдять пальцями, змоченою в качиному соусі, соєвому соусі, сливовому соусі або гострої гірчиці, часто з целофанового пакета . Яєчні рулетики є повсюдним атрибутом американської китайської кухні.

## Походження страви

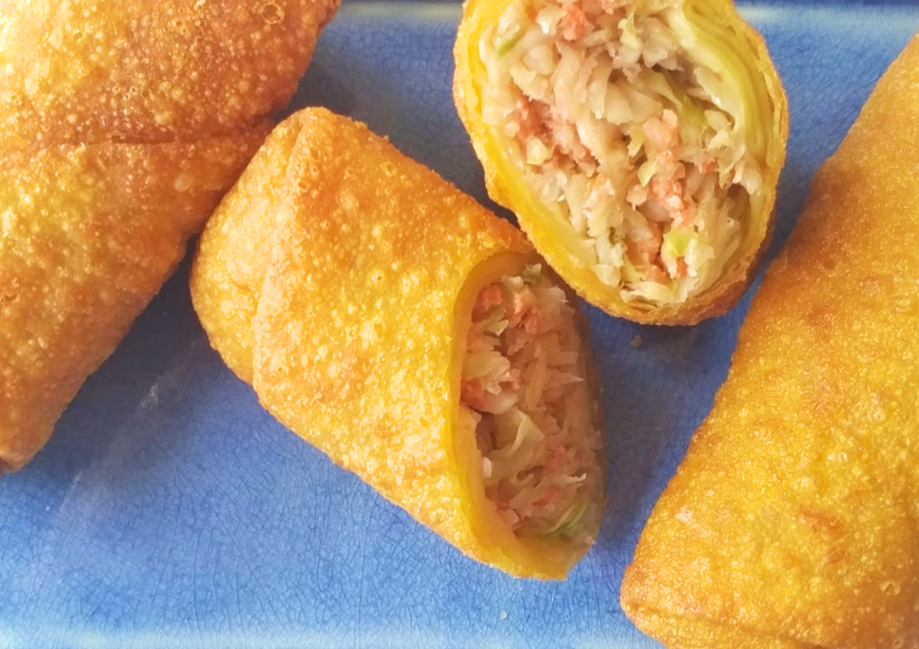
Начинка для яєчних рулетів — це переважно нашаткована капуста з невеликою кількістю дрібно нарізаного м'яса та інших інгредієнтів.

Походження страви невідоме і залишається спірним. Яєчні рулети тісно пов'язані зі спрінг ролами, які подають у материковому Китаї, але відрізняються від них, і вперше їх побачили на початку XX століття в Сполучених Штатах.
Ендрю Коу, автор книги «Chop Suey: A Cultural History of Chinese Food in the United States», заявив, що сучасний американський яєчний рулет, ймовірно, був винайдений у китайському ресторані в Нью-Йорку на початку 1930-х років одним із двох шеф-кухарів, які обидва пізніше вимагали заслуги за створення: Лунг Фонг з Лунг Фонга або Генрі Лоу з Порт-Артура. За словами Коу, рецепт Лоу, надрукований у кулінарній книзі 1938 року «Готуйте вдома по-китайськи», включав «пагони бамбука, смажену свинину, креветки, цибулю, водяні каштани, сіль, глутамат натрію, цукор, пальмову олію та перець», але особливо не включав капусту, яка є основним інгредієнтом для начинки сучасних яєчних рулетів .
Яєчні рулети зазвичай не містять яєць у начинці . Окрім спірного походження страви, незрозуміло, як у назві з’явилося слово «яйце», оскільки переважаючим смаком американських яєчних рулетів є капуста, а не яйця. У статті The Washington Post 1979 року висунуто дві можливі теорії: 1) слово «яйце» в кантонській розмовній китайській мові (蛋ceon ) звучить подібно до слова «весна» (春ceon), і 2 ), що китайські кухарі на Півдні покладалися на справжні яйця, коли намагалися приготувати тонку обгортку з локшини з борошна та води .

## Інші різновиди ролів
Незважаючи на те, що існує багато типів спринг ролів зі Східної Азії, які доступні в справжніх китайських, тайських і в'єтнамських ресторанах у Сполучених Штатах, американські яєчні рулети відрізняються . Типовий яєчний рулет у «нью-йоркському стилі» має розміри приблизно два дюйми в діаметрі на шість дюймів у довжину, з товстою, пружною, хрусткою, горбистою зовнішньою обгорткою . Яєчні рулети, як і інші американські страви китайської кухні , можуть містити різні види овочів і смакові профілі, які не є поширеними в Китаї , включаючи броколі.
Ресторани, де подають яєчні рулети, іноді також пропонують спрінг роли як окремий варіант меню, і ці спрінг роли можна подавати з холодною начинкою, загорнутою в обгортки з рисового паперу Banh Trang (зокрема, у в'єтнамських ресторанах, де як закуски подають яєчні й спрінг ролли), або смажені, як це можна побачити в деяких тайських і китайських кафе. У смаженому вигляді спринг роли, які подають в азіатських ресторанах Сполучених Штатів, зазвичай мають менший діаметр і легшу, хрусткішу обгортку, виготовлену з тонших листів пшеничного або рисового тіста   .